# 15316 Okagakimachi
15316 Okagakimachi este o planetă minoră (asteroid), cu un diametru de 3,314 km, din centura de asteroizi. A fost descoperită pe 20 aprilie 1993 la Kitami de Kin Endate. 
Obiectul prezintă o orbită caracterizată de o semiaxă mare de 2,2914702 UAi, o excentricitate de 0,16, o înclinație de 0,76218 ° în raport cu ecliptica.